# 池田長泰
池田 長泰（いけだ ながやす）は、江戸時代前期の備前国岡山藩の家老。通称は下総。建部池田家（森寺池田家）5代当主。

## 略歴
寛永3年（1626年）、備中国松山藩主・池田長幸の四男として備中松山で誕生。
岡山藩家老の叔父池田長政の養子となり、寛永12年（1635年）に家督相続、建部1万4000石の領主となる。寛永18年（1641年）、実家の松山藩が、藩主の長兄長常が没し末期養子を認められず改易となる。三兄長信は1000石を与えられ旗本となった。
明暦3年（1657年）2月26日没。享年32。家督は嫡男宗春が相続した。正室の森昌院は、宝永4年（1707年）12月6日に84歳で没している。

## 系譜
- 父：池田長幸（1587-1632）
- 母：不詳
- 養父：池田長政（1589-1634）
- 正室：森昌院（?-1707） - 池田利政の娘
  - 嫡男：池田宗春（1653-1685）
- 生母不明の子女
  - 女子：土倉一長正室